# Tutimayu
Tutimayu ist eine Ortschaft im Departamento Cochabamba im südamerikanischen Staat Bolivien. Sie liegt zehn Kilometer östlich der Stadt Sacaba.

## Lage im Nahraum
Tutimayu ist der bevölkerungsreichste Ort des Kanton Quewiña Pampa im Municipio Sacaba. Die Ortschaft liegt auf einer Höhe von 3002 m am Südrand der Kordillere von Cochabamba im östlichen Teil der Ebene von Cochabamba.

## Geographie
Tutimayu liegt am Westrand der Anden-Gebirgskette der Cordillera Oriental in einer Talregion auf halbem Wege zwischen Altiplano und Chapare-Tiefland, die auch als Region ewigen Frühlings bezeichnet wird.
Das Klima ist warmgemäßigt und weist eine mittlere Durchschnittstemperatur von knapp 18 °C auf (siehe Klimadiagramm Cochabamba), die Monatswerte schwanken dabei nur unwesentlich zwischen 14 °C im Juni/Juli und knapp 20 °C von Oktober bis Dezember. Der Jahresniederschlag beträgt nur etwa 450 mm, bei einer ausgeprägten Trockenzeit von Mai bis September mit Monatsniederschlägen unter 10 mm, und einer kurzen Feuchtezeit von Dezember bis Februar mit 90–120 mm Monatsniederschlag.

## Verkehrsnetz
Die Ortschaft befindet sich in einer Entfernung von 26 Straßenkilometern östlich der Stadt Cochabamba.
Direkt am südlichen Rand von Tutimayu verläuft die Nationalstraße Ruta 4, die mit einer Länge von 1657 Kilometern das gesamte Land in West-Ost-Richtung durchquert. Die Straße beginnt im Westen bei Tambo Quemado an der chilenischen Grenze und erreicht nach 392 Kilometern Sacaba. Die Straße führt dann weiter in östlicher Richtung über Tutimayu und Santa Cruz nach Puerto Suárez im brasilianischen Grenzgebiet.

## Bevölkerung
Die Einwohnerzahl ist im Jahrzehnt zwischen den letzten beiden Volkszählungen unverändert geblieben:
| Jahr | Einwohner         | Quelle       |
| ---- | ----------------- | ------------ |
| 1992 | keine Detaildaten | Volkszählung |
| 2001 | 1150              | Volkszählung |
| 2012 | 1147              | Volkszählung |
| 2024 |                   | Volkszählung |

Im Municipio Sacaba sprechen 65,2 Prozent der Bevölkerung Quechua.